# خمبلة (برنامج)
خمبلة، برنامج كوميدي سعودي يعرض على اليوتيوب ضمن قناة تلفاز 11 الذي تضم برنامج لايكثر الذي يقدمه الممثل الكوميدي فهد البتيري يكتب البرنامج عدد من الأشخاص في قناة «تلفاز 11»، من بطولة الممثلون مؤيد النفيعي وعلي الكلثمي وبمشاركة إبراهيم الخير الله ومحمد الدوخي وفهد البتيري وعدد من الممثلون الجدد، ظهر أول مقطع من البرنامج في 23 مايو 2012 بإعلان للبرنامج وبعد أسبوعين نزلت أول حلقة من البرنامج بعنوان «روتين الصباح» التي مدتها 2:46 دقيقة وحققت نسبة مشاهدة تالها حلقة «مدرسة علوم المرجلة» في 29 يوليو من ذات العام وحققت تلك الحلقة نجاح ماجعل القناة تعرف كثيراً في اليوتيوب وتنافس القنوات الشهيرة بهذا الموقع مثل إيش إللي الذي يقدمه بدر صالح والتمساح ويطبعون وع الطاير الذي يقدمه عمر حسين، وخلال عام وثلاث أشهر وصل عدد المشتركين 364,700 والمشاهدين 22,817,000 مشاهدة في البرنامج.

## أهم الحلقات
- مدرسة علوم المرجلة (ثلاثة أجزاء).
- صدام ثقافي.
- فخامة ولكن.